# Дубовец (река)
Дубовец (устар. Вилия) — река на Украине, в Коростышевском и Радомышльском районах Житомирской области, правый приток Тетерева (бассейн Днепра).

## География
Река Дубовец берёт начало в лесистой местности на юге Коростышевского района в урочище Очеретянское Болото. Течёт на север через сёла Струцовка, Виленка, Вольня, Вольнянка, Квитневое, Царевка. В районе села Рудня-Городецкая впадает в реку Тетерев. Длина реки составляет 34 километра. Основные притоки: реки Гуральня, Крапивня и Белка.